# Taekwondo ai XVII Giochi del Mediterraneo - 67 kg femminile
Le competizioni di taekwondo nella categoria 67 kg femminile si sono tenute il 22 giugno 2013 all'Edip Buran Spor Salonu.

## Calendario
Fuso orario EET (UTC+3).
| Data      | Ora   | Turno       |
| --------- | ----- | ----------- |
| 22 giugno | 9:00  | Preliminari |
| 22 giugno | 14:00 | Finale      |

## Risultati

### Fase a eliminazione diretta
|  | Preliminari       | Preliminari       | Preliminari       |                   |                   | Semifinali        | Semifinali | Semifinali |  |  | Finale | Finale | Finale |  |
|  |                   |                   |                   |                   |                   |                   |            |            |  |  |        |        |        |  |
|  |                   |                   |                   |                   |                   | Nur Tatar         | Nur Tatar  | 6          |  |  |        |        |        |  |
|  |                   |                   |                   |                   |                   | Nur Tatar         | Nur Tatar  | 6          |  |  |        |        |        |  |
|  |                   |                   | Hedaya Wahba      | Hedaya Wahba      | 1                 |                   |            |            |  |  |        |        |        |  |
|  | Cristina Rizzelli | Cristina Rizzelli | Hedaya Wahba      | Hedaya Wahba      | 1                 | 3                 |            |            |  |  |        |        |        |  |
|  | Cristina Rizzelli | Cristina Rizzelli |                   |                   |                   |                   |            |            |  |  |        |        |        |  |
|  | Hedaya Wahba      | Hedaya Wahba      | 9                 |                   |                   |                   |            |            |  |  |        |        |        |  |
|  | Hedaya Wahba      | Hedaya Wahba      | 9                 |                   | Nur Tatar         | Nur Tatar         | 10         |            |  |  |        |        |        |  |
|  |                   |                   |                   |                   |                   |                   |            |            |  |  |        |        |        |  |
|  |                   |                   | Hakima El Meslahy | Hakima El Meslahy | 4                 |                   |            |            |  |  |        |        |        |  |
|  | Dunja Lemajič     | Dunja Lemajič     | Hakima El Meslahy | Hakima El Meslahy | 4                 | 1                 |            |            |  |  |        |        |        |  |
|  | Dunja Lemajič     | Dunja Lemajič     |                   |                   |                   |                   |            |            |  |  |        |        |        |  |
|  | Hakima El Meslahy | Hakima El Meslahy | 8                 |                   |                   |                   |            |            |  |  |        |        |        |  |
|  | Hakima El Meslahy | Hakima El Meslahy | 8                 |                   | Hakima El Meslahy | Hakima El Meslahy | 6          |            |  |  |        |        |        |  |
|  |                   |                   |                   |                   | Hakima El Meslahy | Hakima El Meslahy | 6          |            |  |  |        |        |        |  |
|  |                   |                   | Haby Niare        | Haby Niare        | 4                 |                   |            |            |  |  |        |        |        |  |